# Мишенная сопка
Мише́нная сопка (в просторечии известна как Мише́нка) — гора, расположенная в Петропавловске-Камчатском. Высота — 381 м.

## Описание

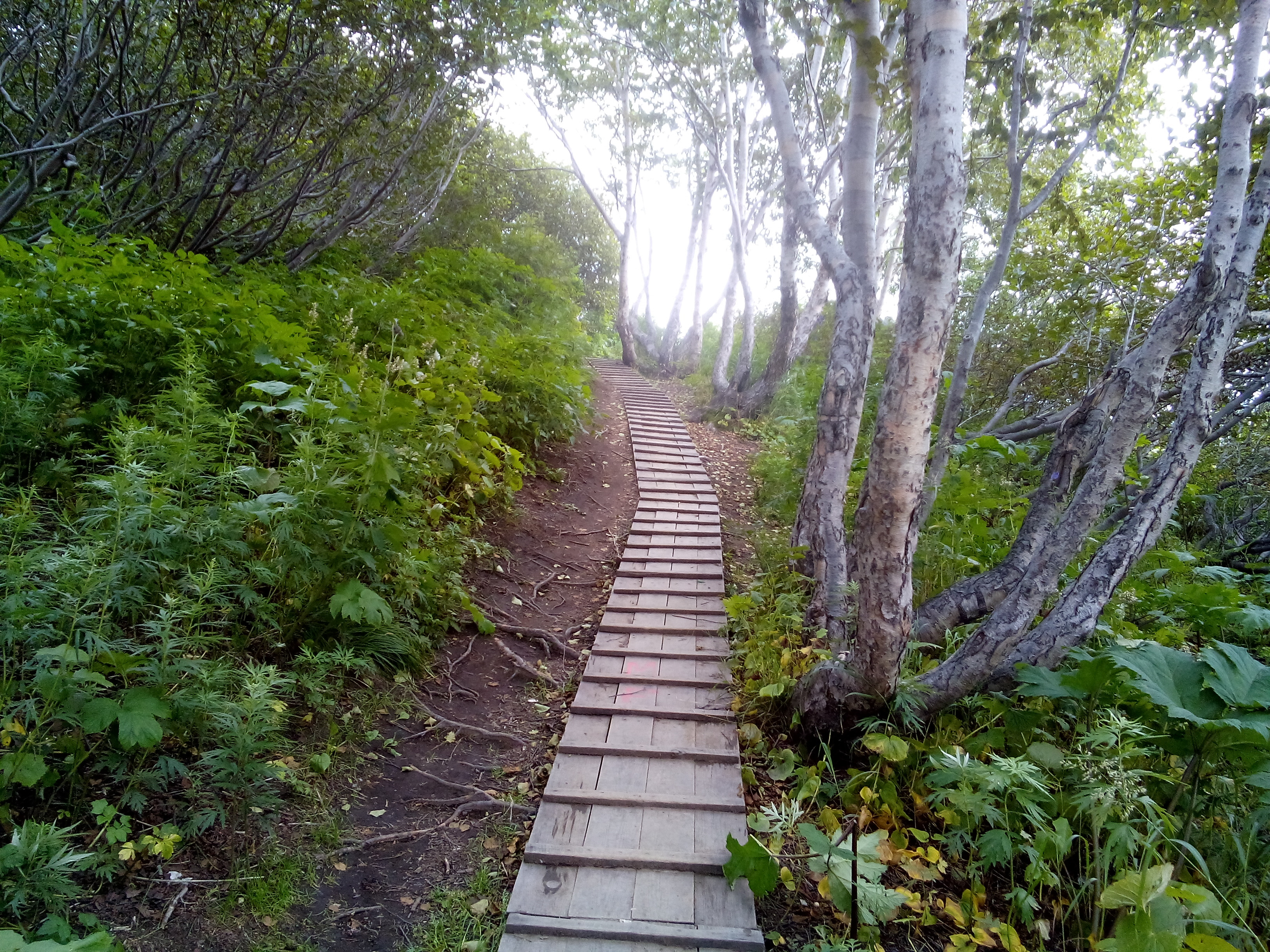
Тропа, ведущая на вершину сопки

В первой половине XIX века и до начала XX века называлась Меженной. Значительная часть города располагается на склонах сопки. Её южный склон опускается к озеру Култучному, западный склон обрывается в Авачинскую бухту, северный склон переходит в плато, полностью застроенное городскими кварталами. Вершина сопки является самой высокой точкой центральной части города. С неё открывается панорама на Авачинскую бухту, вулканы Ааг, Арик, Авачинский, Корякский, Козельский, а также на Мутновский, Вилючинский и Горелый, которые располагаются на другой стороне бухты.
В 2020 году один из резидентов Свободного порта Владивосток ООО «Радуга-Дуга» разработал проект по благоустройству сопки. Инвестор планировал возвести финские гриль-домики и построить здание кафетерия, а в дальнейшем и канатную дорогу к этому объекту. Объём инвестиций на первом этапе должен был составить 25 миллионов рублей.

## Инфраструктура

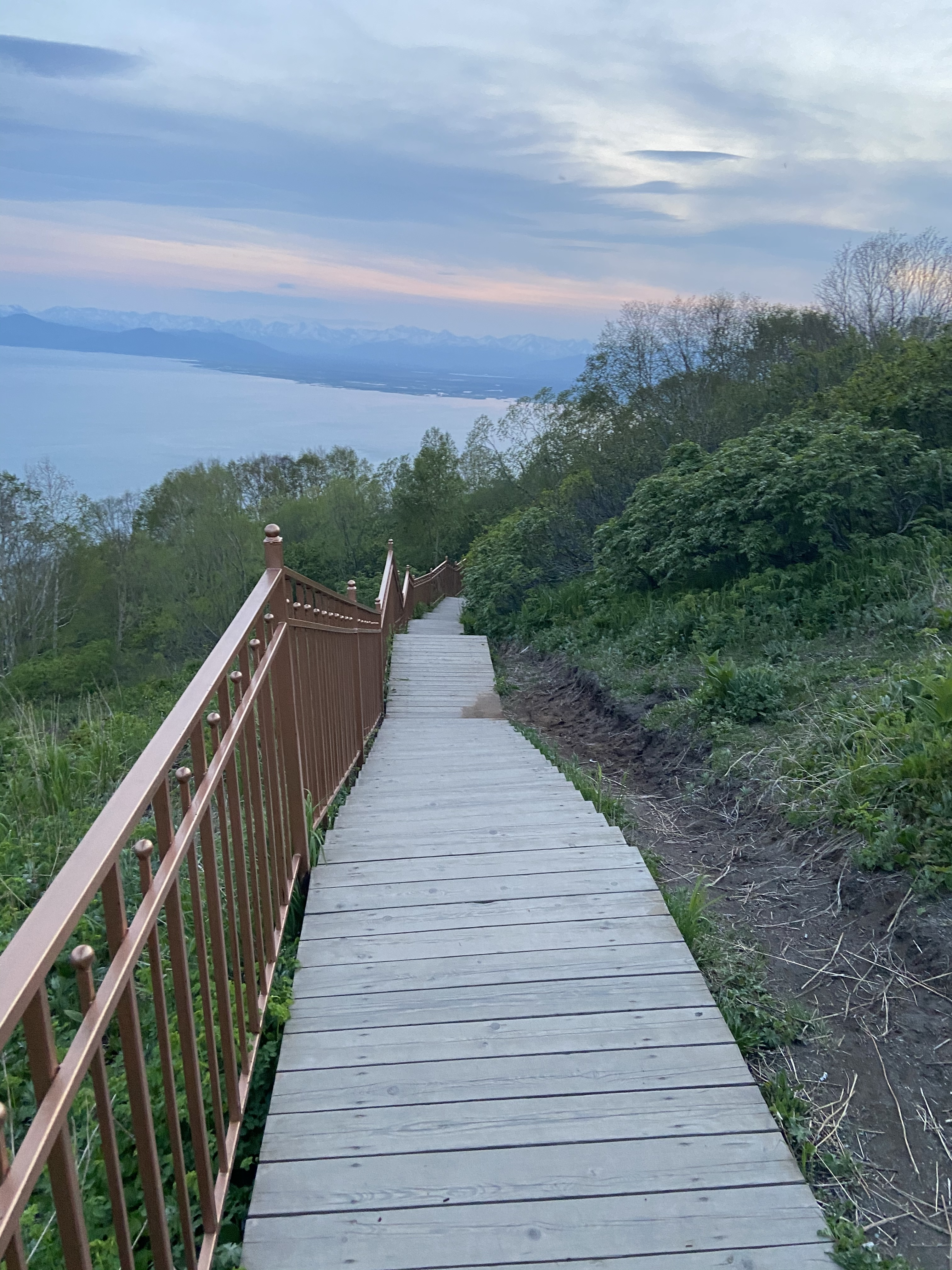
Дорожка, ведущая к смотровой площадке

На вершину ведёт грунтовая дорога в виде серпантина, по которой можно подняться на автомобиле (в зависимости от времени года: зимой это иногда невозможно из-за обледенения).
В 2018 году на сопке построена смотровая площадка в форме короны. К ней прокладываются дорожки, устанавливаются ограждения.
На вершине устроена пешеходная экотропа (общая её протяженность составит 142 метра по рельефной местности), беседки, смотровая площадка с видом на центральную и восточную часть города (вплоть до побережья Тихого океана — Халактырского пляжа на горизонте).
Также на вершине располагается цех телерадиовещания, принадлежащий ФГУП «РТРС». Металлическая башня увеличивает высоту сопки ещё на 80 м.
Мишенная сопка хорошо видна практически из любой точки города и является одной из его природных достопримечательностей.
Является точкой взлета для парапланов.
Место для романтических встреч горожан и туристов.
На сопке располагается хаотичная застройка из пятиэтажек вперемешку с гаражами, заброшенными огородами и обшитыми сайдингом коробками частных домов.
К концу 2025 года планируется строительство канатной дороги протяжённостью 2 километра на вершину сопки из центра Петропавловска-Камчатского. 

Виды с сопки
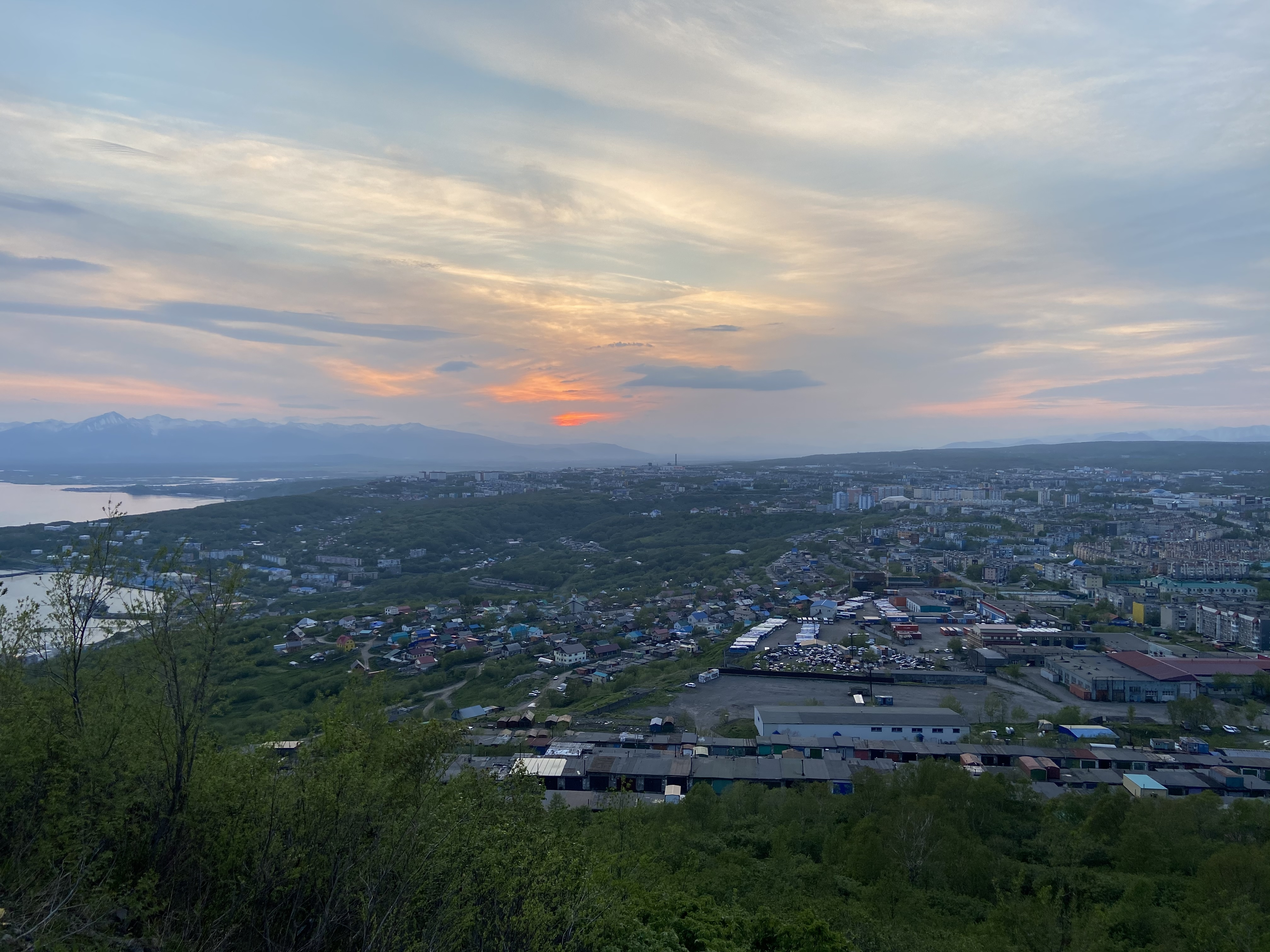
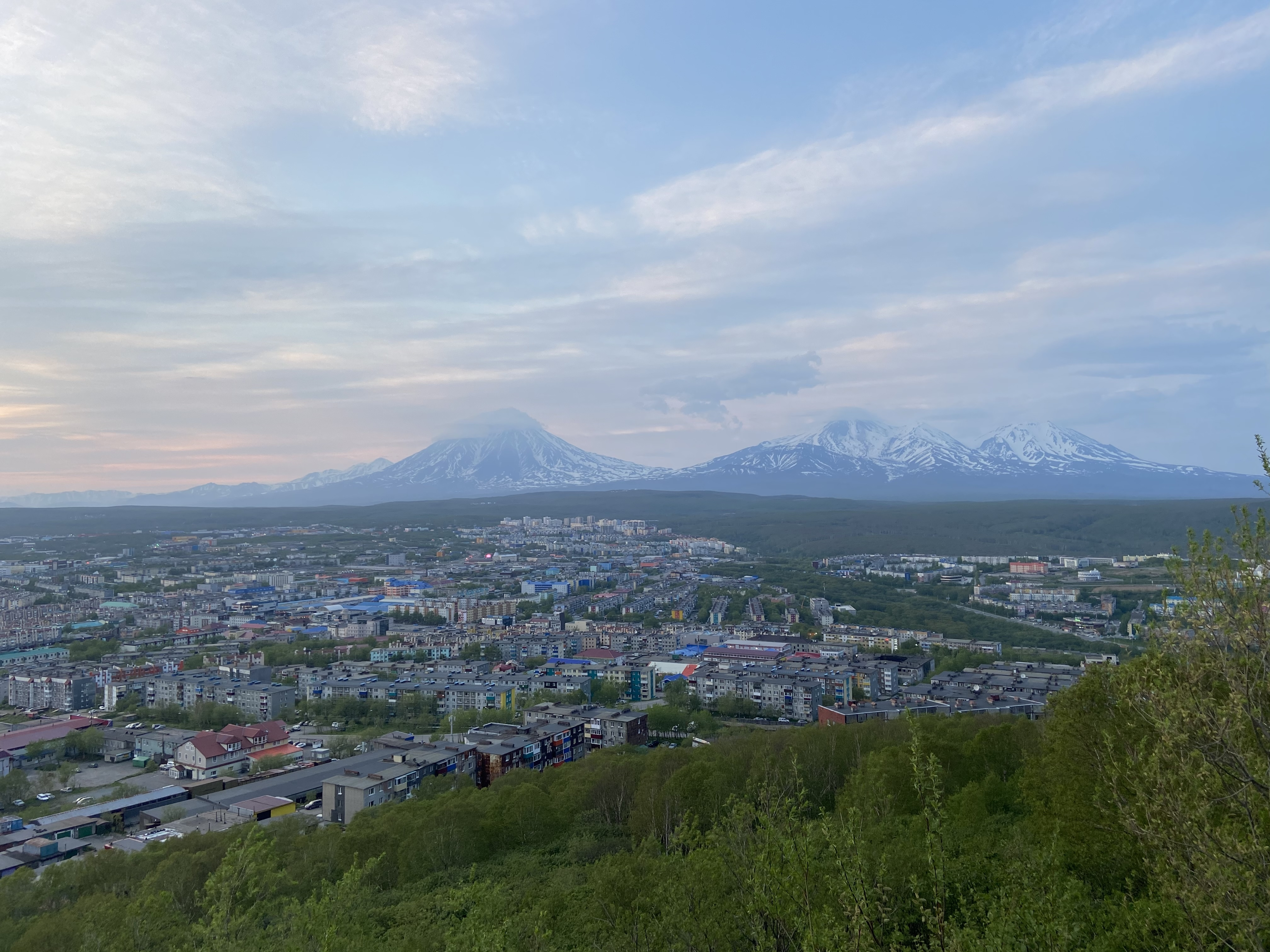
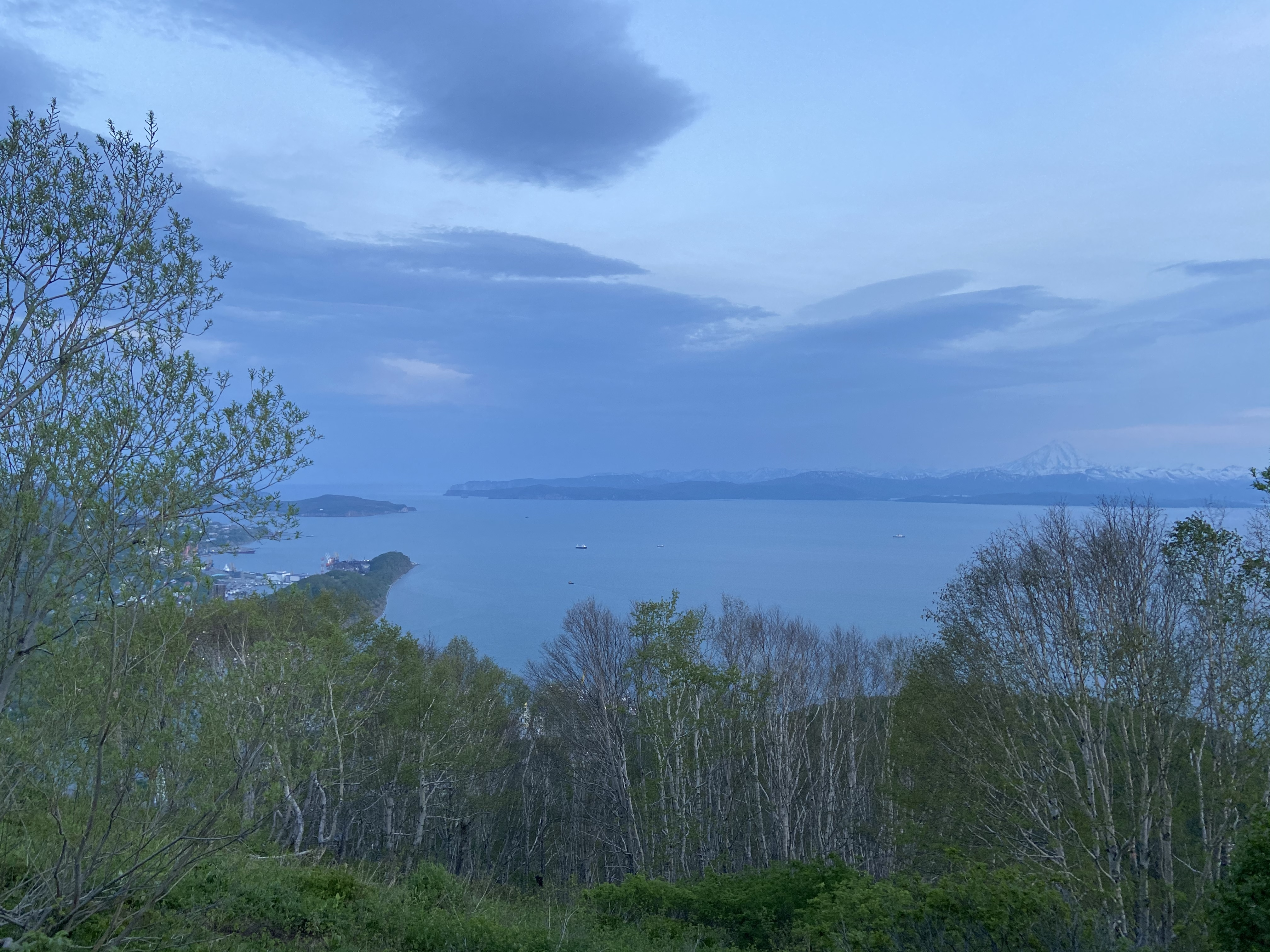
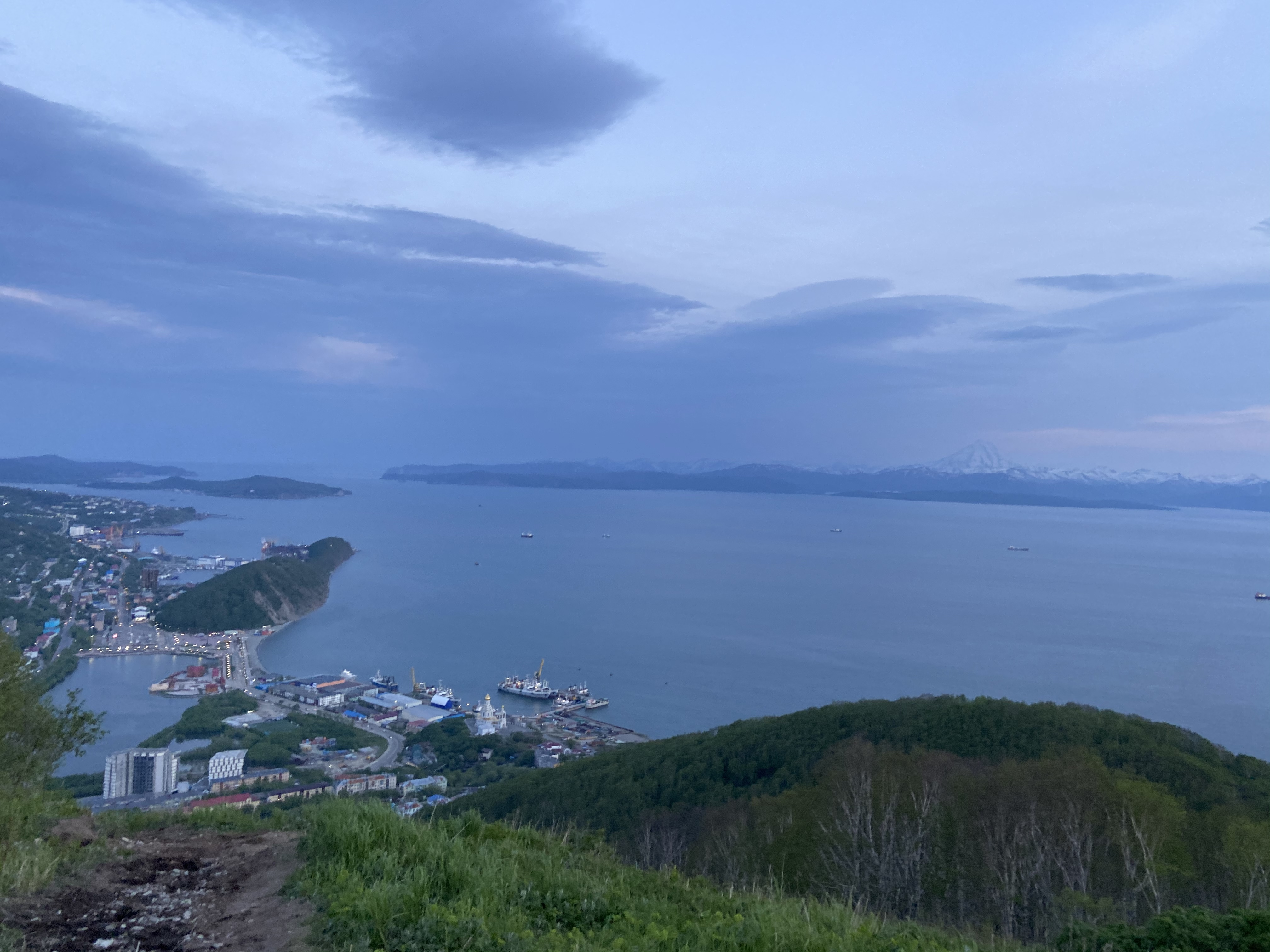
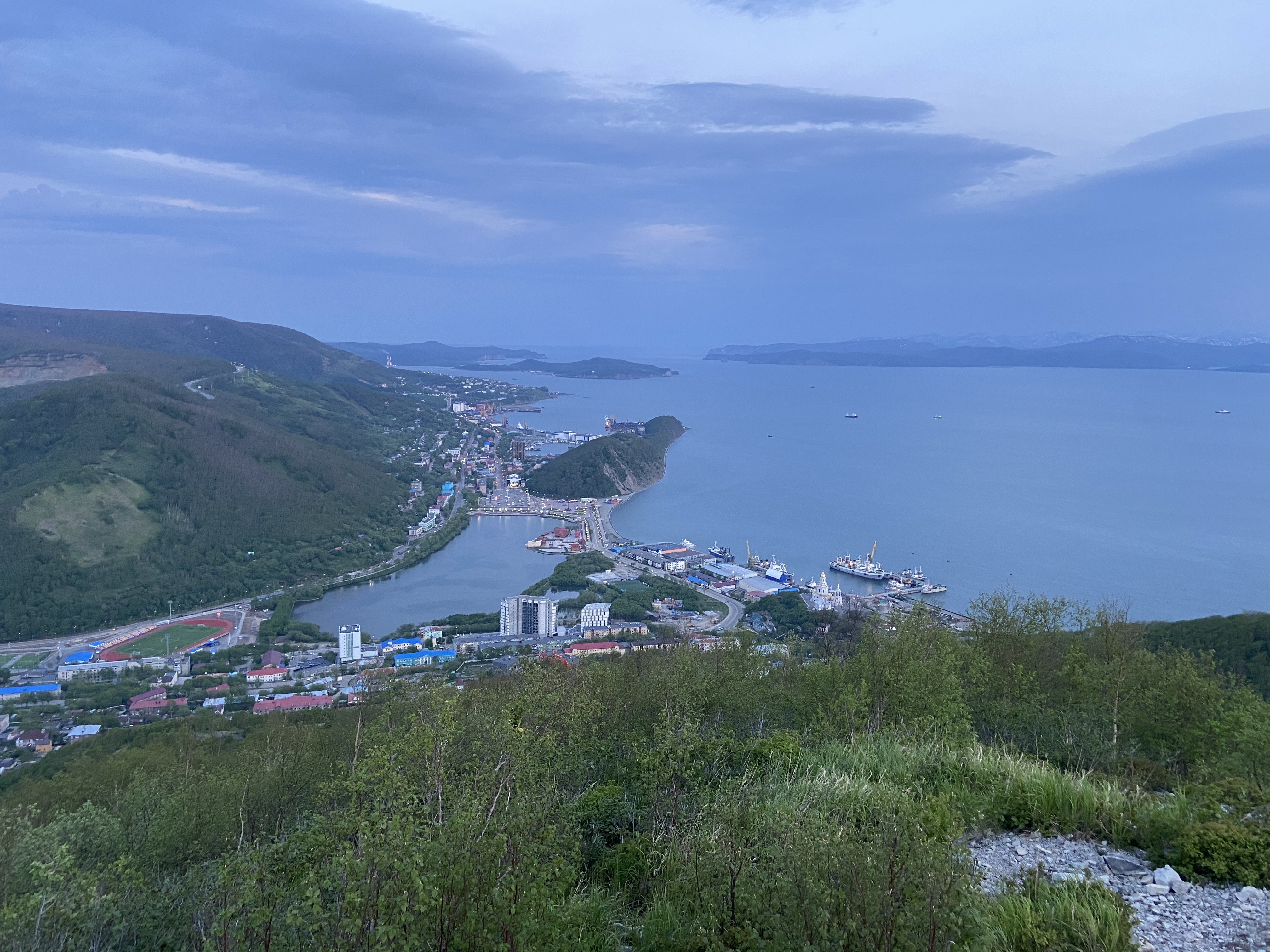
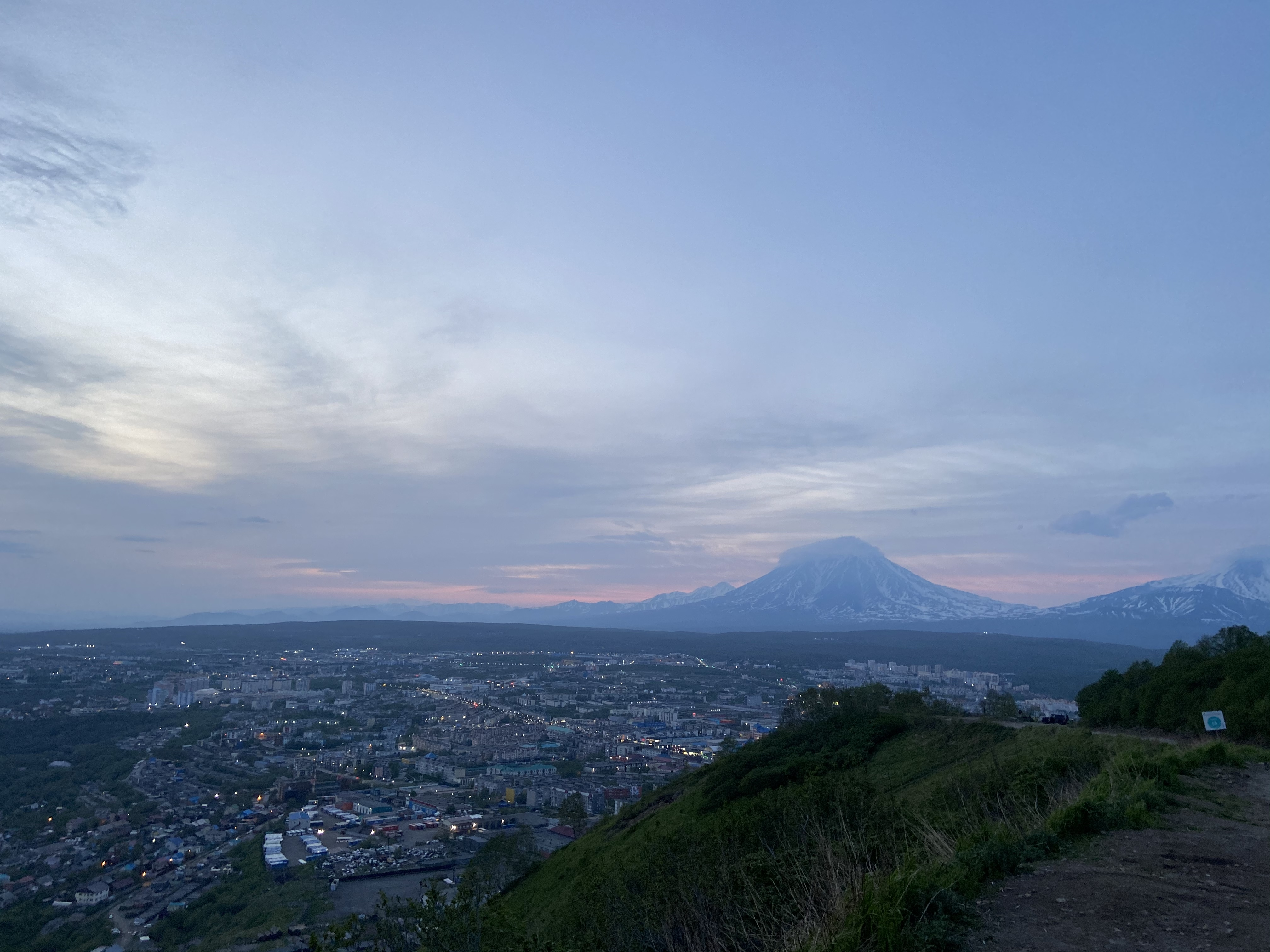
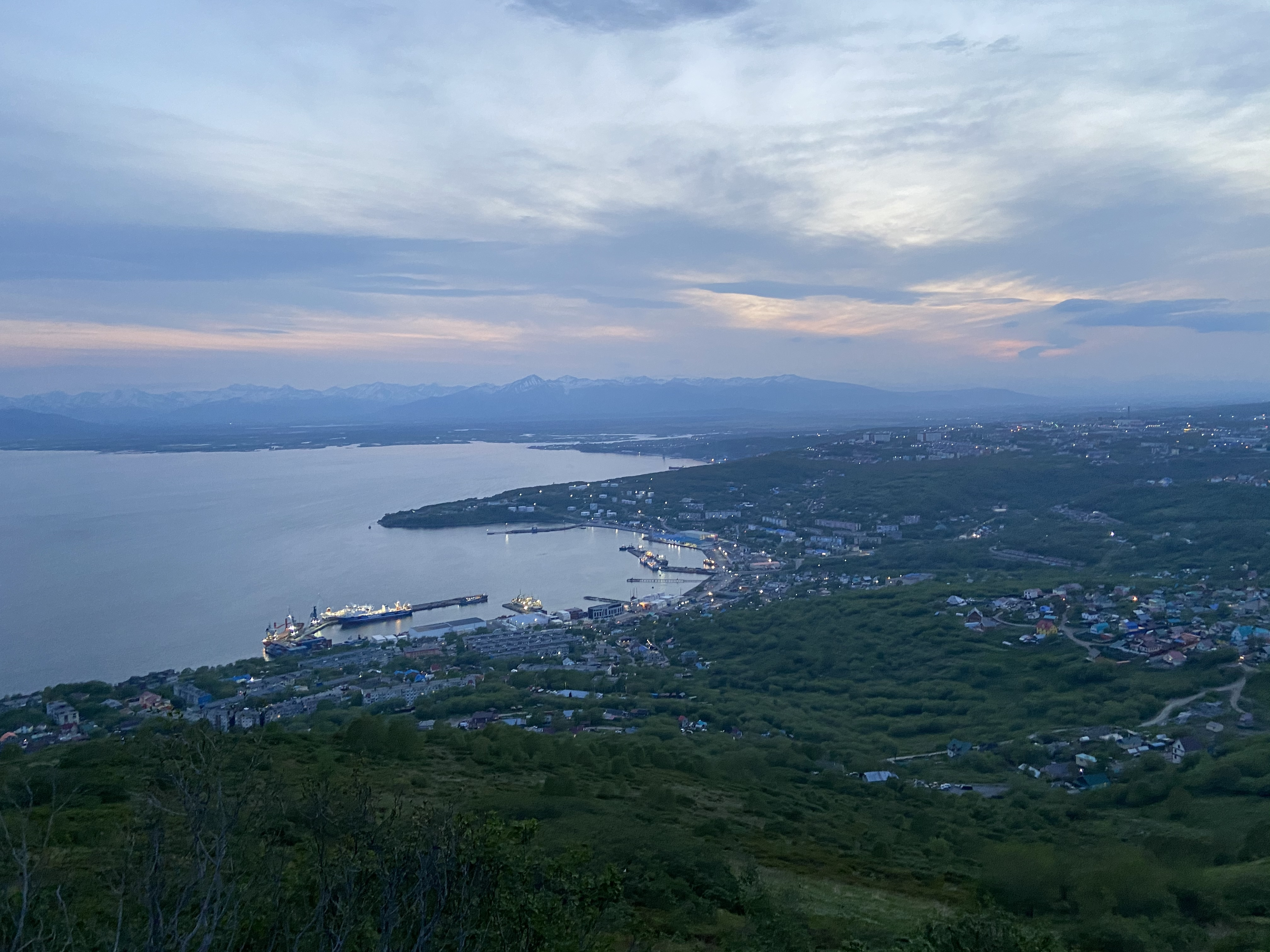